# Hofplatzmodell
Das Hofplatzmodell wurde in den frühen 1980er Jahren im Rheinland entwickelt. Dem Modell zufolge besteht eine Siedlung der Linearbandkeramischen Kultur (LBK) aus einem oder mehreren Bauernhöfen, dessen Haus in jeder Generation neu gebaut wurde. Sinn des Modells ist die Rekonstruktion der räumlichen Ordnung und der Chronologie einer Siedlung mit sich überschneidenden Hausgrundrissen. Es dient als archäologische Hilfskonstruktion und ist keine historische Größe.

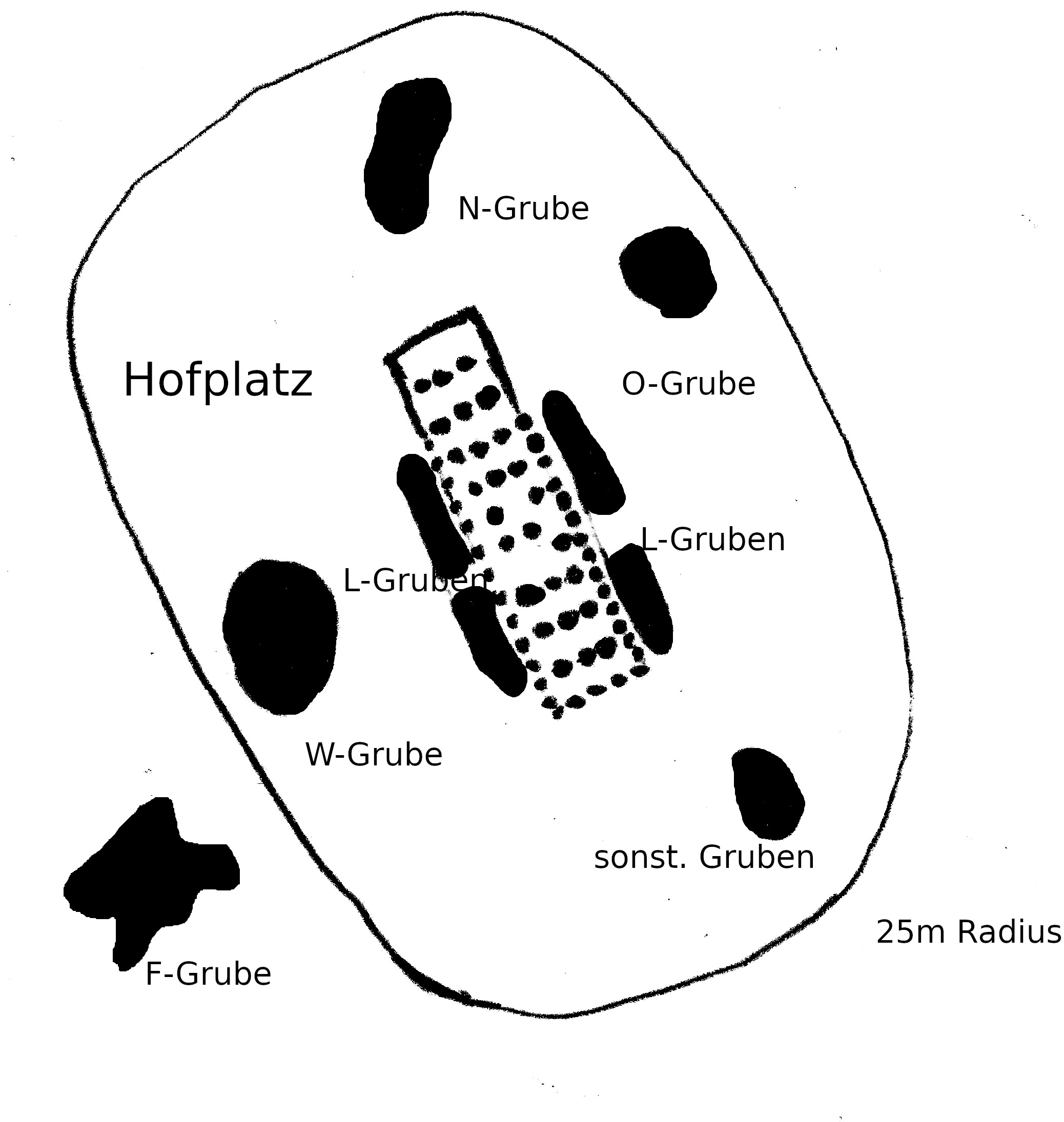
Hofplatz mit seinen typischen Gruben (N=Nord, O=Ost, W=West, sonstige Gruben, L=Längsgruben, hausbegleitend auf beiden Seiten, F=Freie Grube). Nach Ulrich Boelicke 1982.

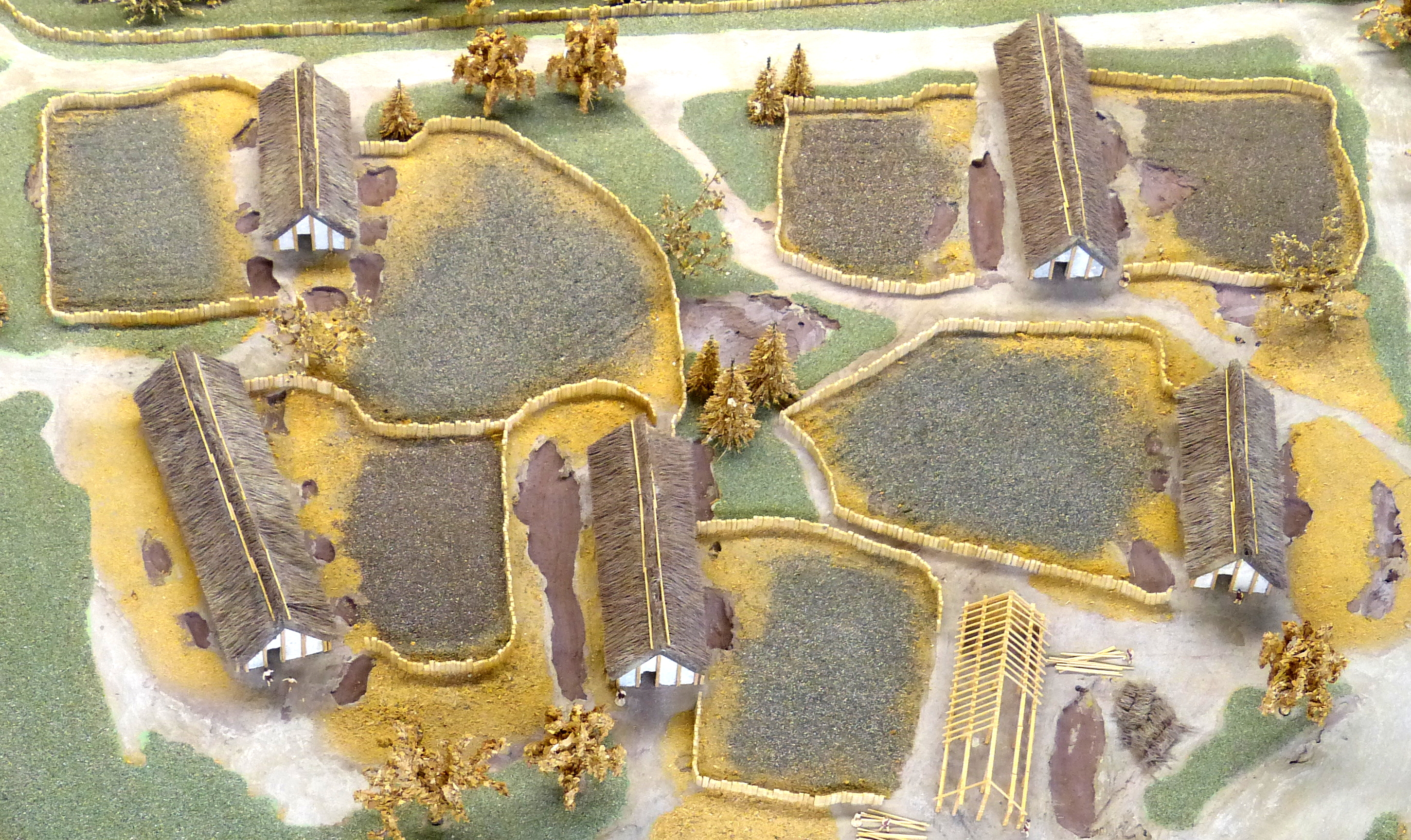
Modell einer Linearbandkeramischen Siedlung mit klar erkennbaren Hofplätzen.

Bei dem Modell wird von der Hypothese ausgegangen, dass sich jeweils eine Familie über mehrere Phasen auf dem gleichen Platz aufgehalten hat und sich somit konstante Eigenheiten ergeben, die sie von den Nachbarn unterscheidbar machen. Der Hofplatz steht für eine ovale Aktivitätszone mit einem Radius von 25 Metern um jedes Haus, der Wohnplatz für eine Aktivitätszone mit einem Haus in diachroner Perspektive. Auf dem Hofplatz wurden zahlreiche Gruben und Werkanlagen zu verschiedenen Zwecken angelegt, deren Bau und Aufgabe synchron zum Hausbau verlaufen muss.
Das Modell sieht vier Prämissen vor:
1. Jedes Haus hat stets nur einen Vorgänger und einen Nachfolger. Jedes Haus besteht 25 Jahre (etwa eine Generation)
2. Nicht datierbare Häuser können in zeitliche Lücken gesteckt werden, falls solche vorhanden sind.
3. Wohnplätze setzen sich aus räumlich geschlossenen Hausgruppen zusammen.
4. Wohnplätze entstehen dadurch, dass neue Häuser in unmittelbarer Nähe zu ihren Vorgängern aufgebaut werden, um die Aktivitätszone weiterzunutzen.

Diese und weitere unterschiedlich sichere Annahmen führen verschiedentlich zur Kritik am Modell.
Entstanden ist das Hofplatzmodell aus größeren Grabungen des Projekts „Siedlungsarchäologie der Aldenhovener Platte“ (SAP) von 1971 bis 1981, bei dem mehrere Siedlungen eines Kleinraums untersucht werden konnten, sowohl in ihrer räumlichen als auch ihrer zeitlichen Beschaffenheit. Entgegen früheren Modellen (z. B. „Wanderbauernmodell“) konnte hier eine kontinuierliche Besiedlung nachgewiesen werden. Bereits für den Siedlungsplatz Langweiler 2 wurde 1973 die Basis für das Modell geschaffen, das mit den Ergebnissen der Ausgrabung der Großsiedlung Langweiler 8 bestätigt und ausgebaut wurde. Nach N. Fröhlich wurde nach Veröffentlichung erster Teilergebnisse mit der Gesamtvorlage von Langweiler 8 durch Ulrich Boelicke, Detlef von Brandt, Jens Lüning, Peter Stehli und Andreas Zimmermann im Jahre 1988 das Hofplatzmodell etabliert.